# Alypia edwardsii
Alypia edwardsii är en fjärilsart som beskrevs av Jean Baptiste Boisduval 1874. Alypia edwardsii ingår i släktet Alypia och familjen nattflyn. Inga underarter finns listade i Catalogue of Life.